# Празький мир (1866)
Пра́зький мир (нім. Prager Frieden) — мирний договір між Австрією та Пруссією, підписаний 23 серпня 1866 року у Празі. Він завершив австро-прусську війну, підкресливши перемогу Пруссії. 
Мирний договір був досить вигідним для Австрії, оскільки Отто фон Бісмарк, боячись вступу у війну Франції й розглядаючи Австрію як можливого майбутнього союзника, переконав короля Вільгельма та військову верхівку відмовитися від ідеї повного розгрому супротивника. Таким чином територіальна цілісність переможеної держави була збережена. 
За умовами Празького миру, Австрія поступалася герцогствами Шлезвіг і Гольштейн на користь Пруссії, а також, за посередництвом Наполеона III, віддавала Італійському королівству Венецію. Німецький союз, який очолювала Австрія, розпускався. На його місці створювався новий — очолюваний Пруссією та без участі Австрії. Крім того, Австрія зобов'язувалася виплатити контрибуцію у 20 мільйонів талерів.
Результатом договору стала гегемонія Пруссії на німецьких землях. 1866 року вона очолила Північнонімецький союз.